# Meridià 77 a l'est
El meridià 77 a l'est de Greenwich és una línia de longitud que s'estén des del pol Nord travessant l'oceà Àrtic, Àsia, l'oceà Índic, l'oceà Antàrtic i l'Antàrtida fins al pol Sud.
El meridià 77 a l'est forma un cercle màxim amb el meridià 103 a l'oest. Com tots els altres meridians, la seva longitud correspon a una semicircumferència terrestre, uns 20.003,932 km. Al nivell de l'Equador, és a una distància del meridià de Greenwich de 8.572 km.

## De Pol a Pol
Començant en el pol Nord i dirigint-se cap al pol Sud, aquest meridià travessa:
| Coordenades                             | País, territori o mar        | Notes |
| --------------------------------------- | ---------------------------- | --- |
| 90° 0′ N, 77° 0′ E / 90.000°N,77.000°E  | Oceà Àrtic                   | |
| 81° 6′ N, 77° 0′ E / 81.100°N,77.000°E  | Mar de Kara                  | |
| 79° 35′ N, 77° 0′ E / 79.583°N,77.000°E | Rússia                       | illa Vize, Rússia |
| 79° 29′ N, 77° 0′ E / 79.483°N,77.000°E | Mar de Kara                  | Passa a l'est de l'illa Vilkitski, Rússia · Passa a l'est de l'illa Neupokoieva, Rússia |
| 72° 22′ N, 77° 0′ E / 72.367°N,77.000°E | Rússia                       | Illa Oleni |
| 72° 13′ N, 77° 0′ E / 72.217°N,77.000°E | Badia de Iuratski            | |
| 72° 0′ N, 77° 0′ E / 72.000°N,77.000°E  | Rússia                       | Península de Guidan |
| 71° 24′ N, 77° 0′ E / 71.400°N,77.000°E | Badia de Khalmier            | |
| 71° 9′ N, 77° 0′ E / 71.150°N,77.000°E  | Rússia                       | Península de Guidan |
| 69° 1′ N, 77° 0′ E / 69.017°N,77.000°E  | Estuari del Taz              | |
| 68° 37′ N, 77° 0′ E / 68.617°N,77.000°E | Rússia                       | |
| 53° 45′ N, 77° 0′ E / 53.750°N,77.000°E | Kazakhstan                   | Passa a través del Llac Balkhaix Passa a l'est d'Almaty |
| 42° 58′ N, 77° 0′ E / 42.967°N,77.000°E | Kirguizstan                  | Passa a través del llac Issik Kul |
| 41° 3′ N, 77° 0′ E / 41.050°N,77.000°E  | República Popular de la Xina | Xinjiang |
| 35° 36′ N, 77° 0′ E / 35.600°N,77.000°E | Pakistan                     | Gilgit-Baltistan - reclamat per Índia |
| 34° 56′ N, 77° 0′ E / 34.933°N,77.000°E | Índia                        | Jammu i Caixmir - reclamat per Pakistan · Himachal Pradesh · Haryana · Delhi · Haryana · Rajasthan · Madhya Pradesh · Rajasthan · Madhya Pradesh · Rajasthan · Madhya Pradesh · Maharashtra · Karnataka · Andhra Pradesh - per uns 10 km · Karnataka · Andhra Pradesh · Karnataka - per uns 16 km · Andhra Pradesh · Tamil Nadu - passa a l'est de Coimbatore · Kerala |
| 8° 22′ N, 77° 0′ E / 8.367°N,77.000°E   | Oceà Índic                   | |
| 60° 0′ S, 77° 0′ E / 60.000°S,77.000°E  | Oceà Antàrtic                | |
| 69° 15′ S, 77° 0′ E / 69.250°S,77.000°E | Antàrtida                    | Territori Antàrtic Australià, reclamada per Austràlia |